# U-Bahn-Station Schwedenplatz
Schwedenplatz is een metrostation in het district Innere Stadt van de Oostenrijkse hoofdstad Wenen. Het station werd geopend op 6 augustus 1901 en wordt bediend door de lijnen U1 en U4.

## Stadtbahn

### Stoom
Het station aan het Donaukanaal werd ontworpen door Otto Wagner in opdracht van de Commission für Verkehrsanlagen in Wien. Het werd opgeleverd in september 1900 en op 6 augustus 1901 kwam het in gebruik onder de naam Ferdinandsbrücke. Het was samen met Karlsplatz een van de twee stations dat aparte stationsgebouwen per rijrichting had, zodat reizigers al op straat de juiste richting moesten kiezen. Het oostelijke gebouw op lijnkilometer 11.664 diende destijds als ingang voor de richting Hauptzollamt met het bijbehorende perron aan de kanaalzijde. Het westelijke gebouw op lijnkilometer 11.724 was de ingang voor de richting Heiligenstadt waarvan het perron aan de kadezijde lag.
De twee stationsgebouwen lagen spiegelbeeldig tegenover elkaar en weken qua ontwerp aanzienlijk af van de andere stations van de Stadtbahn. In verband met de geplande nieuwbouw van de brug werden ze opgetrokken uit hout met zandstenen panelen. In 1911 werd de nieuwe Ferdinandsbrücke gebouwd maar de tijdelijke stationsgebouwen bleven toen staan.

### Sneltram
Op 8 december 1918 moest de exploitatie van de Donaukanaallijn in de nasleep van de Eerste Wereldoorlog volledig worden gestaakt. Op 6 november 1919 werden de Ferdinandsplatz en Ferdinandsbrücke omgedoopt in respectievelijk Schwedenplatz en Schwedenbrücke. De Stadtbahn werd tussen juni en oktober 1925 geëlektrificeerd. Op 20 oktober 1925 werd het reizigersverkeer hervat met elektrische sneltrams en kreeg ook het station de naam Schwedenplatz. De stationscode wijzigde eveneens, van FB naar SP. Na de Tweede Wereldoorlog kreeg het station een provisorische ingang die tot de ombouw tot metro in 1978 bleef bestaan.

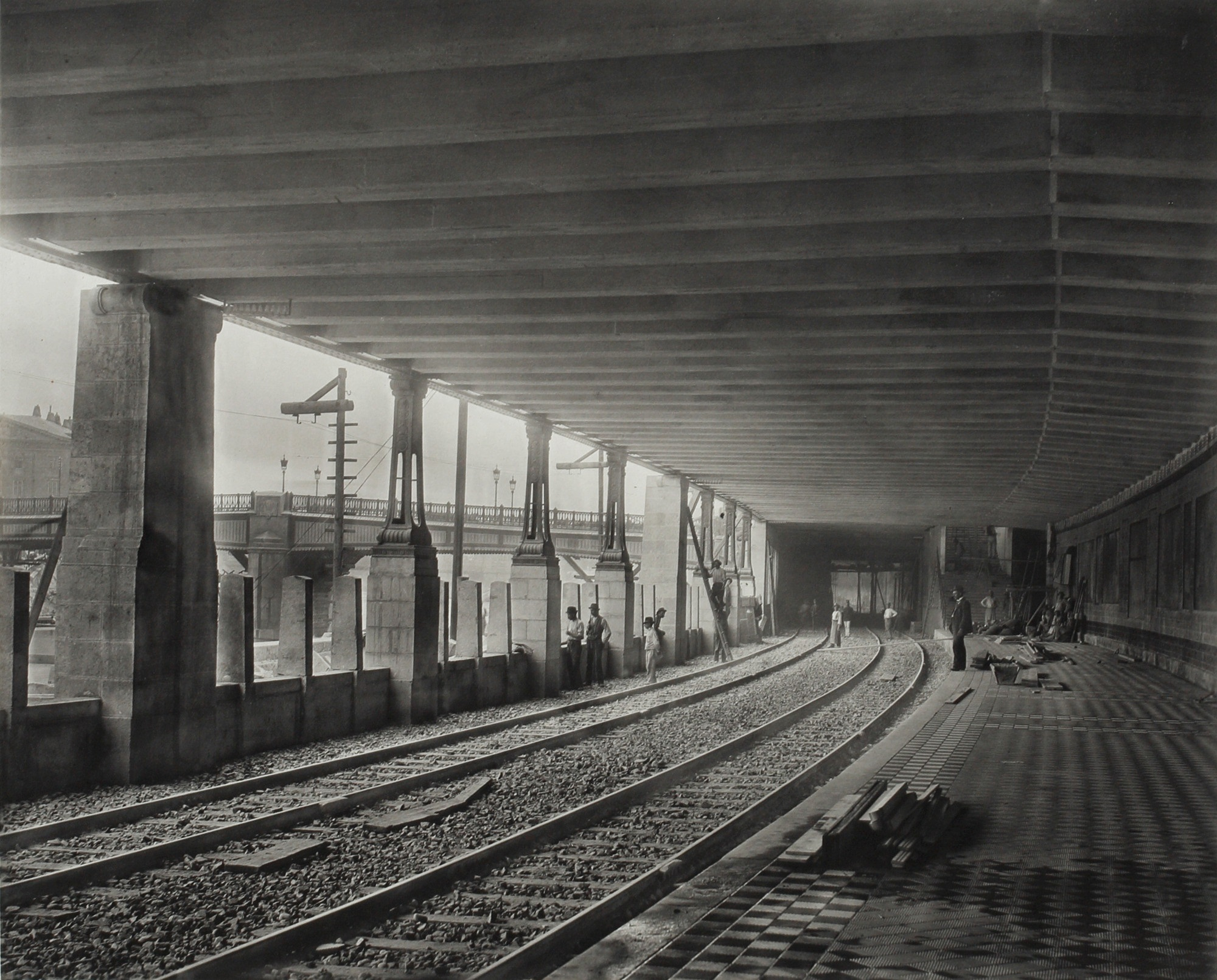
Het station kort voor de opening in 1901
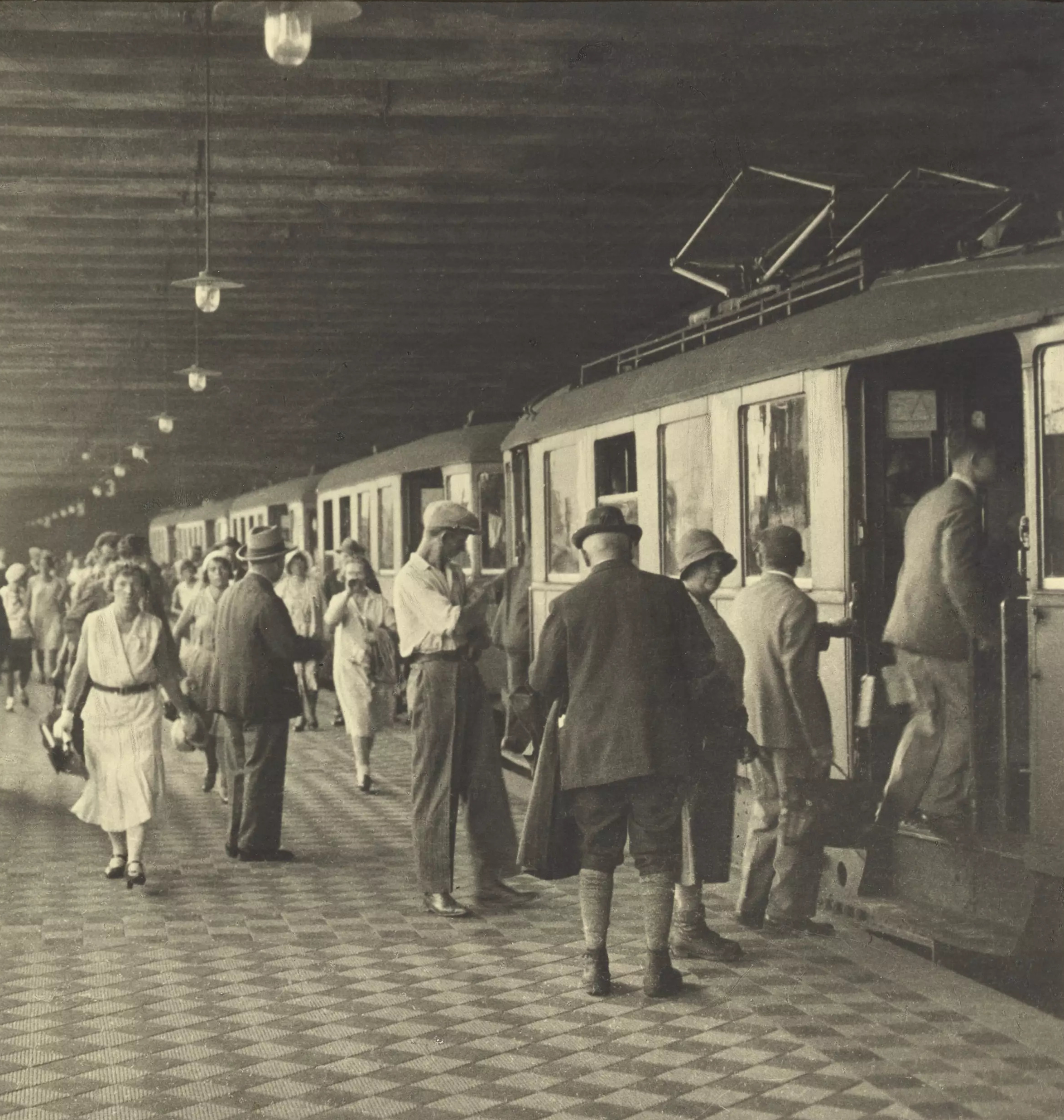
In en uitstappen in 1931

## Metro
Op 26 januari 1968 werd besloten om een metronet aan te leggen waarbij de Donaukanallinie onderdeel zou worden van lijn U4. In de nadere uitwerking van het metronet, de U-Bahn-Netzvariante M uit 1970, werd de Schwedenplatz de noordelijke kruising van U1 en U4. De ombouw van de Stadtbahn naar U4 betekende dat de twee zijperrons werden vervangen door een hoger eilandperron op dezelfde locatie in de galerij onder de Franz Josef Kai langs het Donaukanaal. De vormgeving van Otto Wagner werd hierbij geheel vervangen door de panelen van de Architekturgruppe U-Bahn. De U4 bedient het station sinds 15 augustus 1978. 
De bouw van de nieuwe, geheel als metro ontworpen, U1 was een stuk moeilijker door de dichte bebouwing rond de Griechengasse en vooral vanwege de ondertunneling van het Donaukanaal. Op 9 juli 1974 liep het water in de bouwput onder de Schwedenplatz. De perrons van de U1 liggen in twee parallelle tunnels op ongeveer 25 meter diepte tussen de Rotenturmstraße  en de Schwedenbrücke.
Op 24 november 1979 werd Schwedenplatz overstappunt tussen de beide metrolijnen toen de U1 tussen Stephansplatz en Nestroyplatz in dienst kwam. 
Het station kent drie uitgangen, een vaste trap bij het Donaukanaal in de richting van Urania en twee op de Schwedenplatz. De uitgang Laurenzerberg komt direct uit bij het bovengrondse tramstation en die tussen Hafnersteig en Rotenturmstraße ligt bij de bushalte van lijn 2A naar het vliegveld.

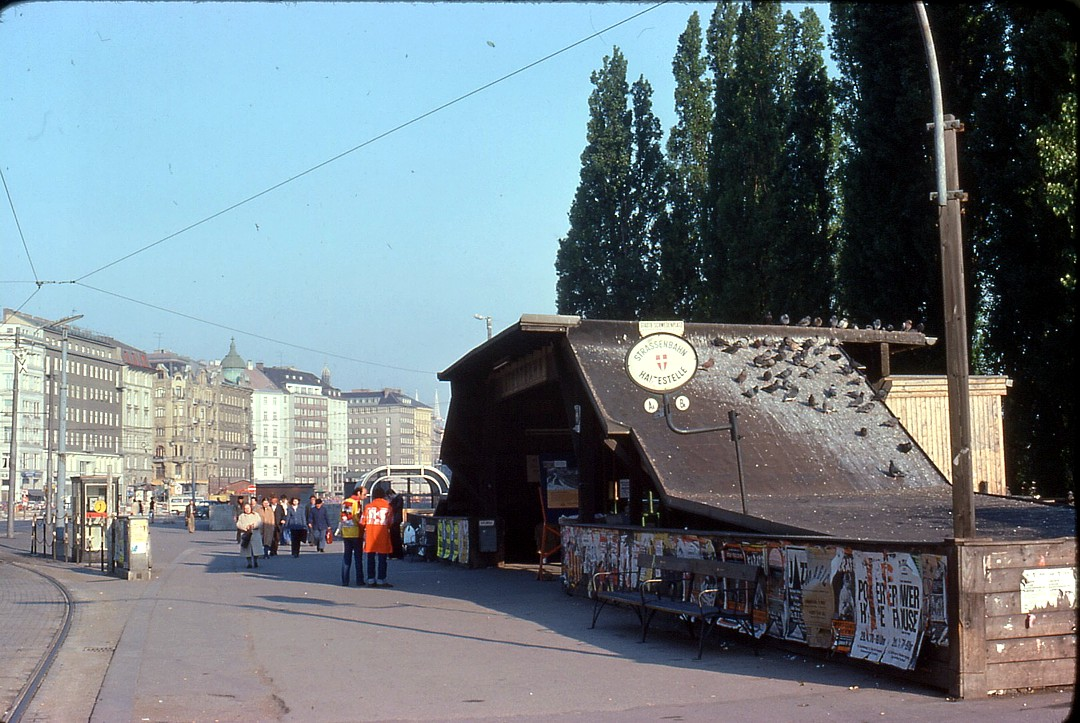
De provisorische toegang in mei 1978
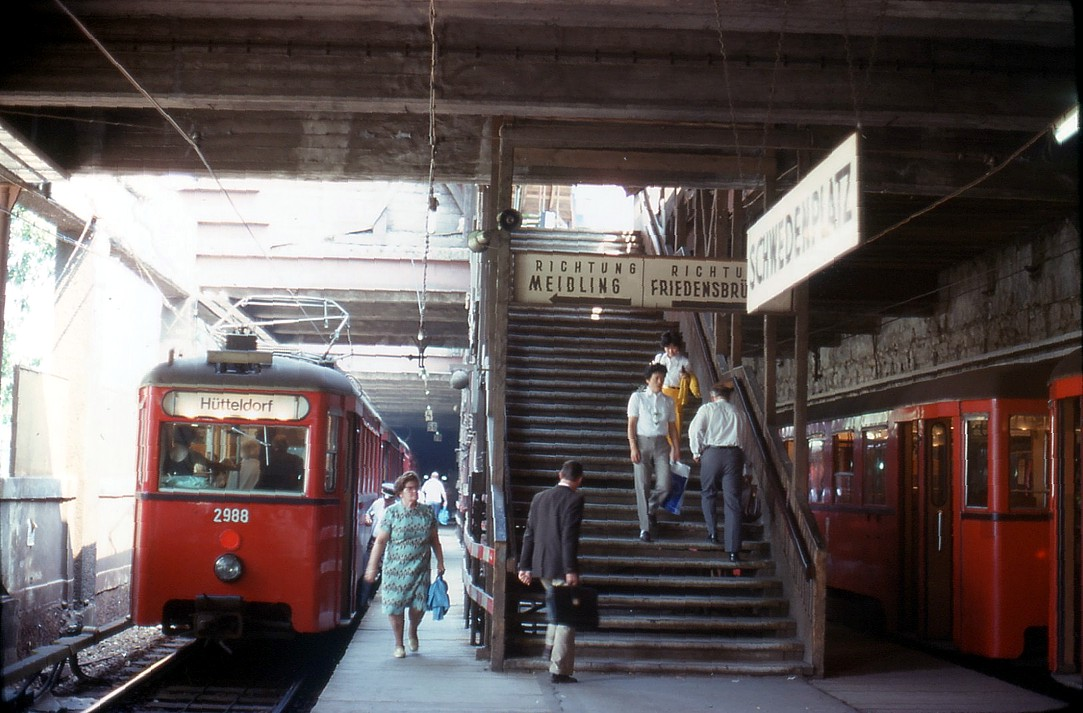
Tijdens de ombouw op 26 juli 1978.
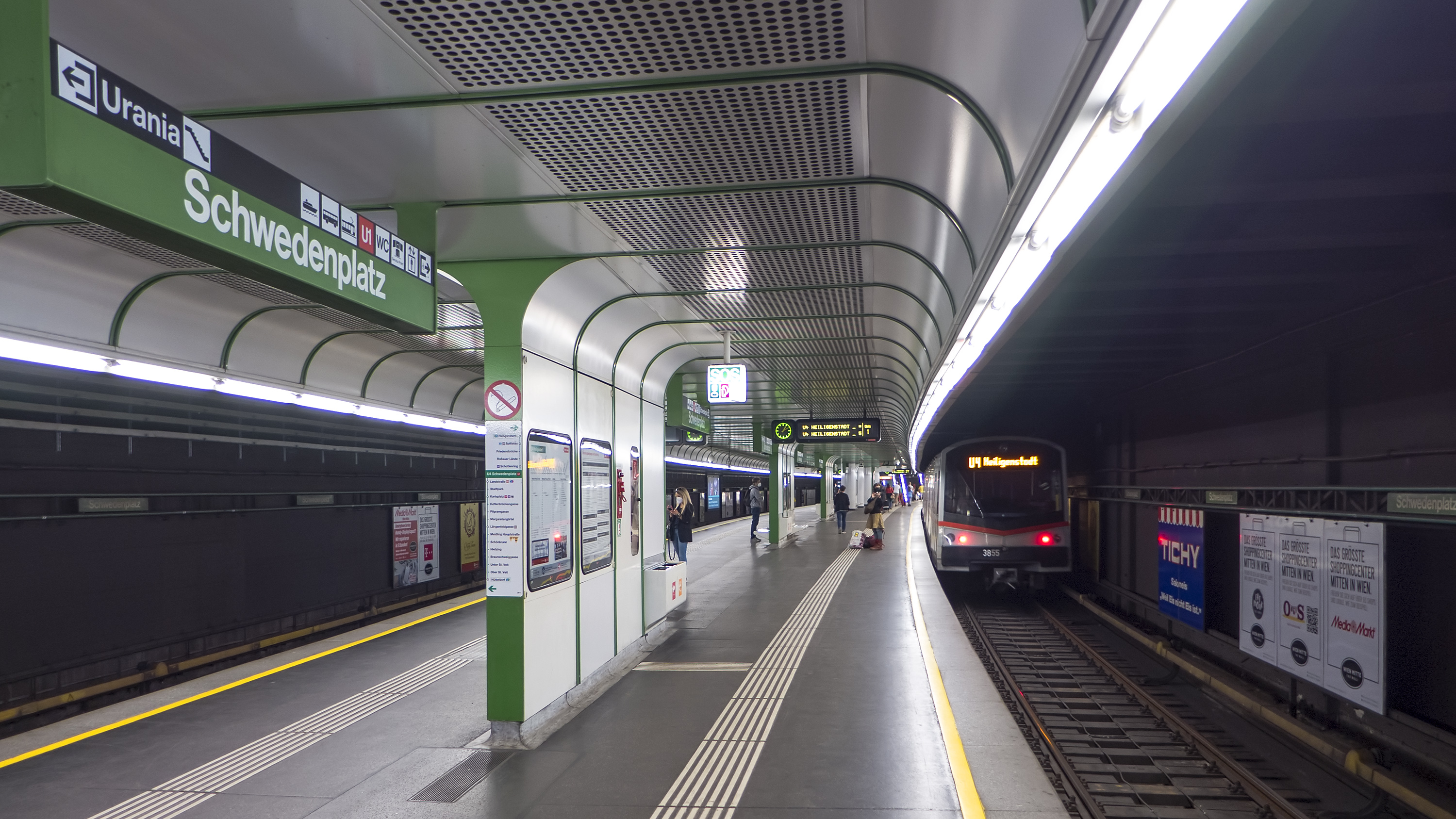
De U4 bij Schwedenplatz

- Virtual International Authority File: 234770635